# 王燕谋
王燕谋（1932年12月—），男，汉族，江苏张家港人，中华人民共和国政治人物。曾任中国建筑材料科学研究院院长，国家建筑材料工业局局长，中国硅酸盐学会理事长。第八届全国政协委员。